# Kwasówka-Platerowszczyzna
Kwasówka-Platerowszczyzna – dawny folwark położony na Białorusi, w obwodzie grodzieńskim, w rejonie grodzieńskim, w sielsowiecie Kwasówka.
W czasach zaborów w granicach Imperium Rosyjskiego, w guberni grodzieńskiej, w powiecie grodzieńskim.
W latach 1921–1939 leżała w Polsce, w województwie białostockim, w powiecie grodzieńskim, w gminie Łasza. 16 października 1933 utworzyła gromadę Kwasówka Żołnierska w gminie Łasza. Po II wojnie światowej weszła w struktury ZSRR.
Według Powszechnego Spisu Ludności z 1921 roku zamieszkiwało tu 29 osób, 7 było wyznania rzymskokatolickiego a 22 prawosławnego. Jednocześnie 6 mieszkańców zadeklarowało polską przynależność narodową a 23 białoruską. Było tu 3 budynki mieszkalne.
Miejscowość należała do parafii prawosławnej w Indurze i rzymskokatolickiej w Kwasówce. Podlegała pod Sąd Grodzki w Indurze i Okręgowy w Grodnie; właściwy urząd pocztowy mieścił się w Kwasówce.
W wyniku napaści ZSRR na Polskę we wrześniu 1939 miejscowość znalazła się pod okupacją sowiecką. 2 listopada została włączona do Białoruskiej SRR. 4 grudnia 1939 włączona do nowo utworzonego obwodu białostockiego. Od czerwca 1941 roku pod okupacją niemiecką. 22 lipca 1941 r. włączona w skład okręgu białostockiego III Rzeszy. W 1944 miejscowość została ponownie zajęta przez wojska sowieckie i włączona do obwodu grodzieńskiego Białoruskiej SRR.